# Antemasque (álbum)
Antemasque es el álbum debut de la banda norteamericana de rock alternativo Antemasque, lanzado el 1 de julio de 2014.
Fue grabado en el estudio "The Boat localizado" en Silver Lake, California. Dicho estudio perteneció a The Dust Brothers, aunque actualmente es propiedad de Flea.
El primer sencillo del álbum, titulado "4AM", fue lanzado digitalmente el 8 de abril de 2014, pero rápidamente fue retirado para posteriormente ser relanzado en octubre.

## Lista de canciones
Todas las letras escritas por Cedric Bixler Zavala, toda la música compuesta por Antemasque. 
| N.º | Título                      | Duración |  |
| 1.  | «4AM»                       | 2:56     |  |
| 2.  | «I Got No Remorse»          | 3:05     |  |
| 3.  | «Ride Like the Devil's Son» | 3:00     |  |
| 4.  | «In the Lurch»              | 3:06     |  |
| 5.  | «50,000 Kilowatts»          | 2:54     |  |
| 6.  | «Memento Mori»              | 3:35     |  |
| 7.  | «Drown All Your Witches»    | 3:31     |  |
| 8.  | «Providence»                | 4:47     |  |
| 9.  | «People Forget»             | 3:54     |  |
| 10. | «Rome Armed to the Teeth»   | 3:43     |  |

## Créditos
| Banda - Omar Rodríguez-López – guitarras, teclados, producción - Cedric Bixler Zavala – voces, letras - Flea – bajo - David Elitch – batería | Producción - Matt Bittman – mezcla - Chris Common – masterización - Jonathan DeBaun – ingeniero de sonido - Sonny Kay – arte, diseño - Jason Farrell – layout |